# I corridoi del potere
I corridoi del potere (True Colors) è un film del 1991, diretto dal regista Herbert Ross.